# Oberpframmern
Oberpframmern er en kommune i Landkreis Ebersberg i Regierungsbezirk Oberbayern i den tyske delstat Bayern. Den er en del af Verwaltungsgemeinschaft Glonn.
Oberpframmern ligger i region München.